# Žabare (Kruševac)
Žabare (Servisch cyrillisch Жабаре) is een plaats in de Servische gemeente Kruševac. De plaats telt 361 inwoners (2002).